# Arkadiusz Kawęcki

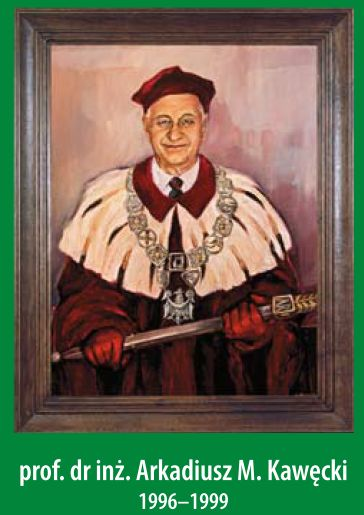
Obraz w sali Senatu Uczelni

Arkadiusz Marian Kawęcki (ur. 16 sierpnia 1929 w Ostrówkach, zm. 7 czerwca 2023 w Szczecinie) – polski profesor nauk rolniczych w zakresie zootechniki, nauczyciel akademicki

## Życiorys
Arkadiusz Kawęcki ukończył studia na Uniwersytecie Marii Curie-Skłodowskiej w Lublinie w 1954 z dyplomem magistra inżyniera zootechniki. W latach 1954-1958 odbył studia doktoranckie w Akademii Rolniczej im. Timiriazeva w Moskwie. W 1958 został doktorem nauk przyrodniczych. Od 1959 zatrudniony w Wyższej Szkoły Rolniczej w Szczecinie kolejno jako adiunkt, docent i profesor. Był organizatorem, twórcą i kierownikiem Katedry Ogólnej Hodowli Zwierząt, a następnie Katedry Genetyki i Ogólnej Hodowli Zwierząt (1967-1999), następnie dyrektorem Instytutu Hodowli i Technologii Produkcji Zwierzęcej (1969-1983) na Wydziale Zootechnicznym (obecnie Wydział Biotechnologii i Hodowli Zwierząt). W 1989 otrzymał tytuł naukowy profesora nauk rolniczych.
W latach 1996–1999 pełnił funkcję rektora Akademii Rolniczej w Szczecinie, a wcześniej przez trzy kadencje (1969–1972, 1971–1975, 1978–1981) – prorektora ds. Badań i Rozwoju Uczelni. W latach 1987–1990 był prodziekanem Wydziału Zootechnicznego. W latach 1961–1999 był członkiem Senatu Uczelni.
Tematyka badawcza zespołu prof. Kawęckiego obejmowała wzrost i rozwój zwierząt pod wpływem substancji czynnych, genetykę populacji i genetykę molekularną. Realizował projekty badawcze finansowane centralnie, które dotyczyły bieżących problemów praktycznych, m.in. nowych ras bydła, polimorfizmu genetycznego trzody chlewnej, doskonalenia mięsności owiec – przy ścisłej współpracy z ośrodkami hodowlanymi. Dorobek publikacyjny obejmuje 174 pozycje, w tym 62 oryginalne prace twórcze oraz 5 skryptów i przewodników metodycznych. Wypromował 8 doktorów, 105 magistrów, recenzował 16 prac doktorskich, 3 prac habilitacyjnych, 5 ocen dorobku na tytuł profesora, a ponadto wiele recenzji wydawniczych.
Był członkiem Komisji Genetyki Zwierząt przy Komitecie Nauk Zootechnicznych Polskiej Akademii Nauk. Przewodniczył Radzie Nadzorczej Funduszu Ochrony Środowiska i Gospodarki Wodnej, należał do Wojewódzkiej Komisji Ochrony Przyrody oraz Wojewódzkiej Komisji ds. Ocen Oddziaływania na Środowisko. Był członkiem Rady Naukowo-Społecznej Leśnego Kompleksu Promocyjnego „Puszcze Szczecińskie” (2007-2009).

## Odznaczenia i nagrody[1]
- Srebrny Krzyż Zasługi (1966)
- Złoty Krzyż Zasługi (1969)
- Krzyż Kawalerski Orderu Odrodzenia Polski (1971)
- Krzyż Oficerski Orderu Odrodzenia Polski (1979)
- Medal Komisji Edukacji Narodowej (1991)
- Zasłużony Pracownik Rolnictwa
- Złota Odznaka Honorowa Naczelnej Organizacji Technicznej
- Złota Odznaka Gryf Pomorski
- Medal za zasługi w rozwoju nauki na Pomorzu Zachodnim